# Hawoli

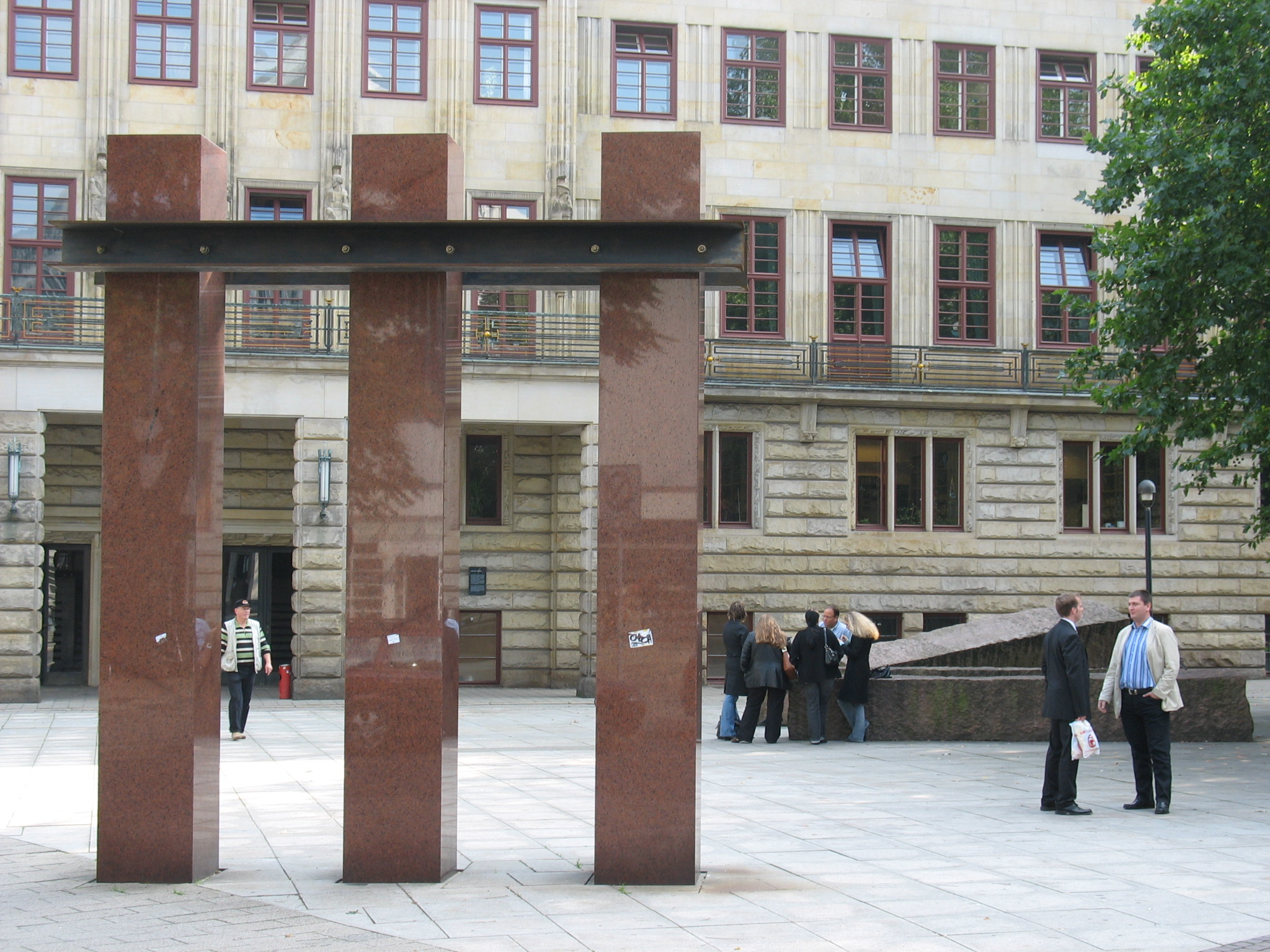
Fragment (deel 1)

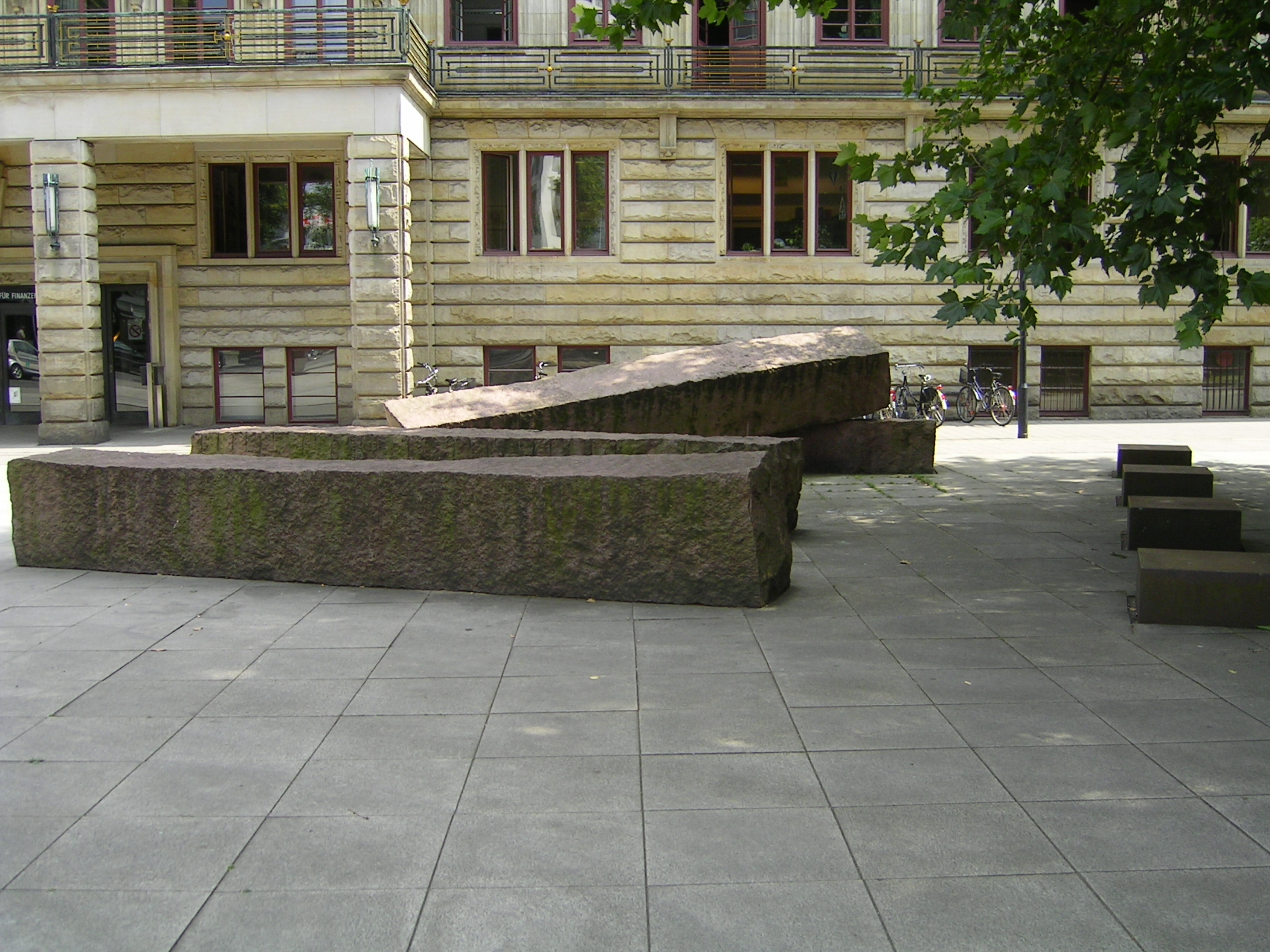
Fragment (deel 2)

Hawoli - pseudoniem van Hans Wolfgang Lingemann (Bleckede, 13 september 1935), is een Duitse schilder en beeldhouwer.

## Leven en werk
Hawoli startte in 1956 een ingenieursopleiding, maar brak de studie in 1957 weer af. Van 1958 tot 1962 studeerde hij schilderkunst aan de Folkwangschule für Gestaltung (gelieerd aan het Museum Folkwang) in Essen. In 1962 vestigde hij zich als vrij kunstenaar. Hij won in 1964 met zijn werk de Prix d'Europe de peinture in Oostende en de Kunstpreis der Stadt Gelsenkirchen in Gelsenkirchen. Van 1965 tot 1973 woonde en werkte hij in de Künstlersiedlung Halfmannshof in Gelsenkirchen. In 1968 kreeg hij een beurs van de Kulturkreis der Deutschen Industrie en ging hij beeldhouwen. Zijn eerste werken maakte hij met kunststof en vanaf 1973 maakte hij eveneens objecten van hout en was hij als fotograaf werkzaam.
Vanaf 1978 maakt Hawoli sculpturen en objecten met de materialen natuursteen en staal. Zijn werk kan worden gerekend tot de zogenaamde land art. In 1985 kreeg hij een beurs van de deelstaat Nedersaksen en in 1990 verbleef hij met een beurs in de Cité Internationale des Arts in Parijs.
De kunstenaar woont en werkt sinds 1973 in Neuenkirchen (Lüneburger Heide) bij Soltau.

## Werken (selectie)
- Drehbare Objektgruppe (1971), Georgsplatz in Hannover
- Brunnenanlage (1976/80), Schulzentrum in Dortmund
- Spannung (1978), Kunst-Landschaft in Neuenkirchen
- Brunnen (1980), Neuenkirchen
- Brunnen (1981/82), Uetersen
- Ohne Titel (1982), Stuttgart-Möhringen
- Gegen-Steine (1982), Kunst-Landschaft in Neuenkirchen
- Zwei Objekte (1984/85), Physikalisch-Technische Bundesanstalt in Braunschweig
- Balance I (1985), Kunst-Landschaft in Neuenkirchen
- Objekt III en Ohne Titel (1986), Universität Osnabrück in Osnabrück
- Erstarrte Visionen (1987), Kiellinie in Kiel
- Ohne Titel (1988), beeldenroute Kunstwegen in Nordhorn
- Fragment - Hommage an Rudolf Hilferding (1988/91), Rudolf-Hilferding-Platz in Bremen; het beeld bestaat uit 2 delen: 3 staande granieten zuilen verbonden met staal en 4 liggende zuilen.
- Ohne Titel (Aus Natur/Kultur) (1988/91), Mannheim
- Tor en Brunnen (1990), Soltau
- Drei Brunnen (1990), Bad Bevensen
- Feldbuchrahmen en Brunnen (2001), Am Markt in Zeven

## Fotogalerij

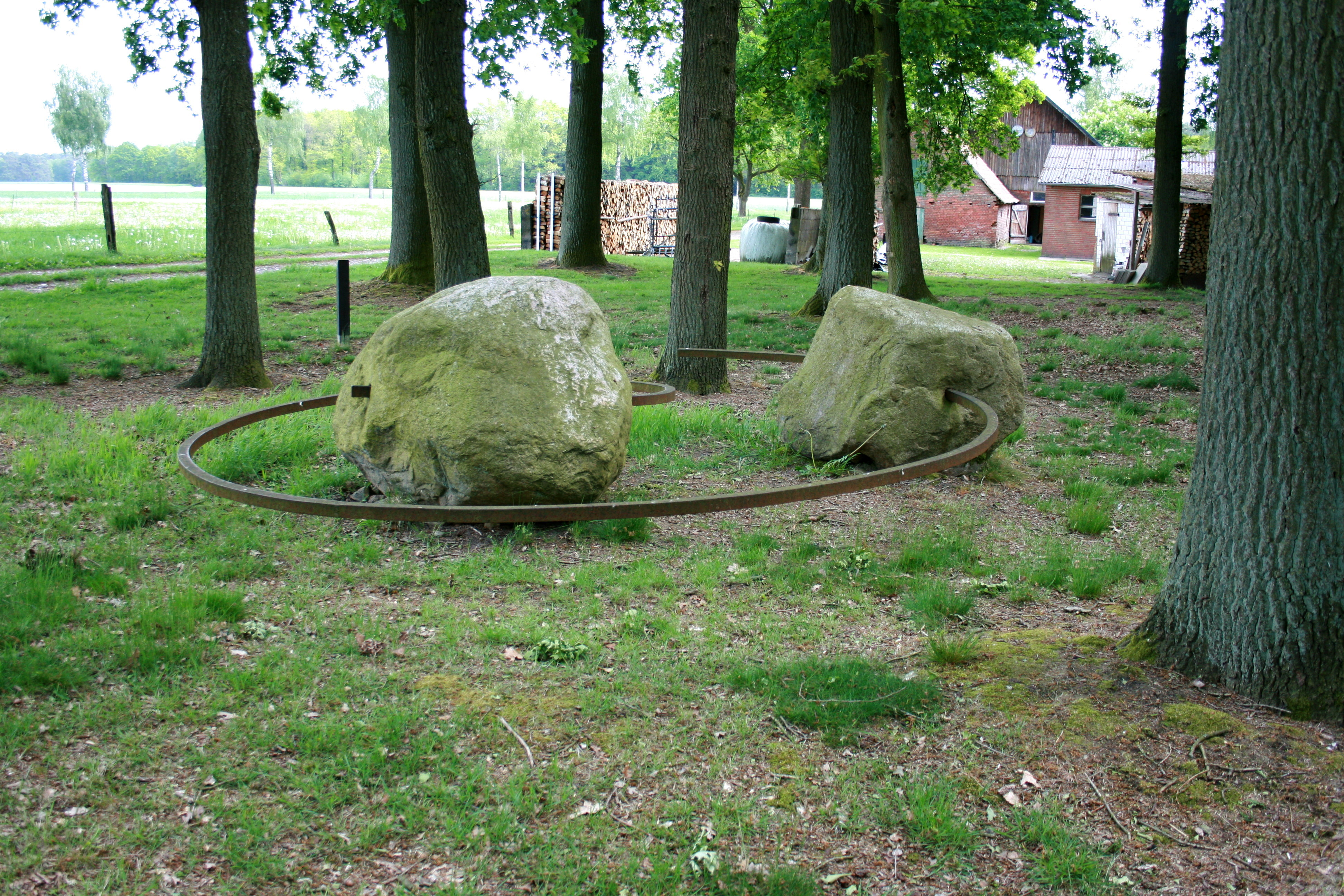
Spannung (1978)
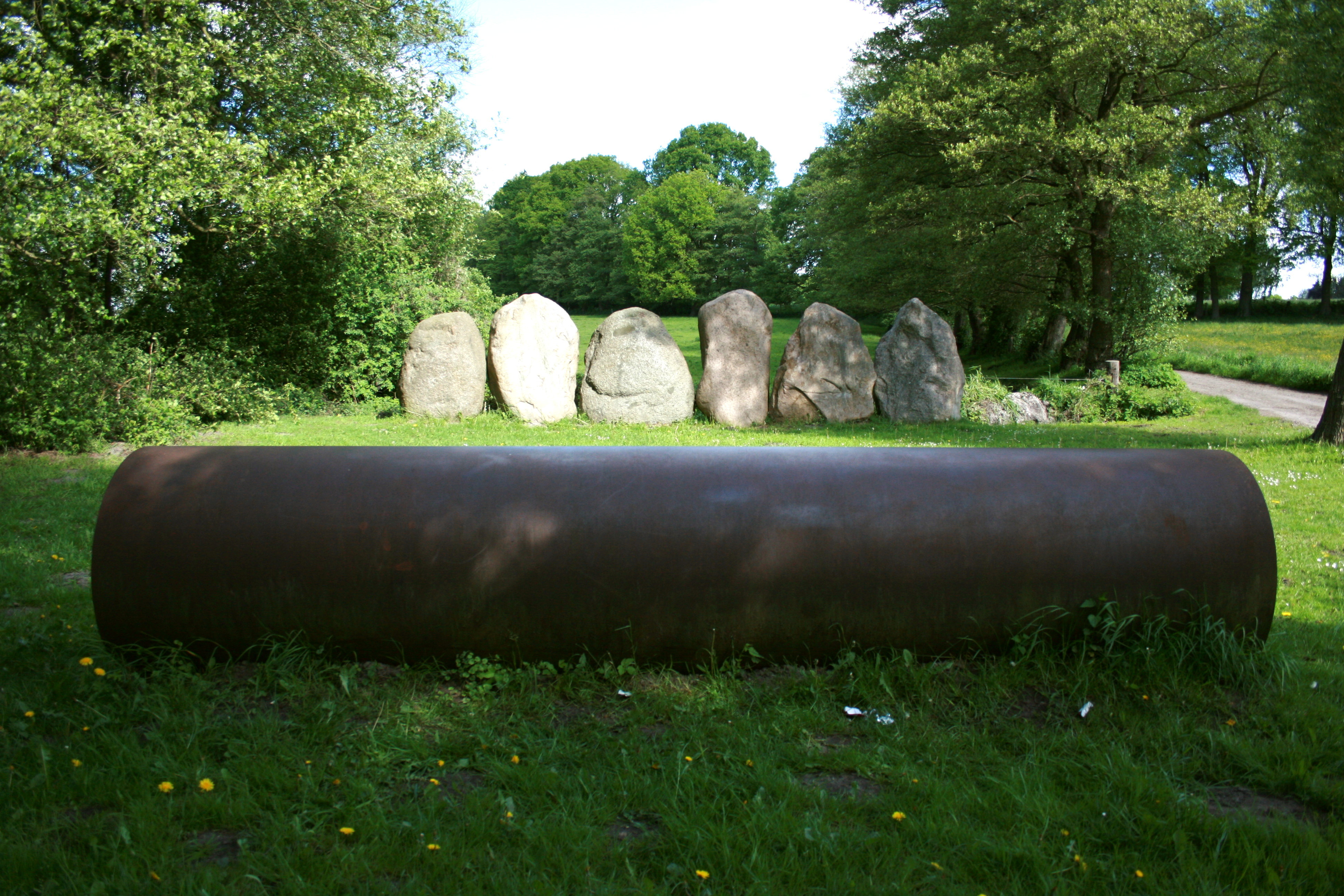
Gegen-Steine (1982)
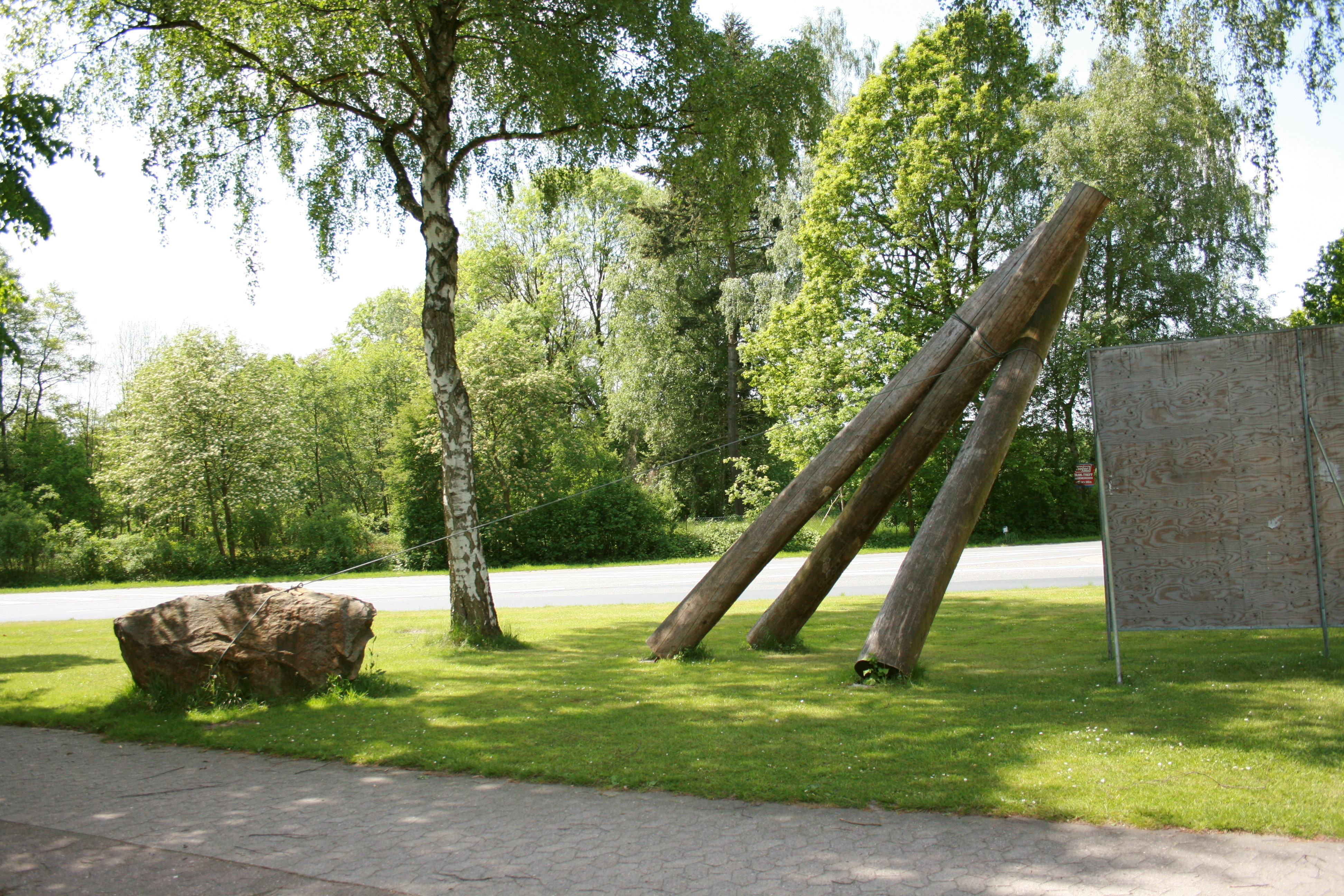
Balance I (1985)
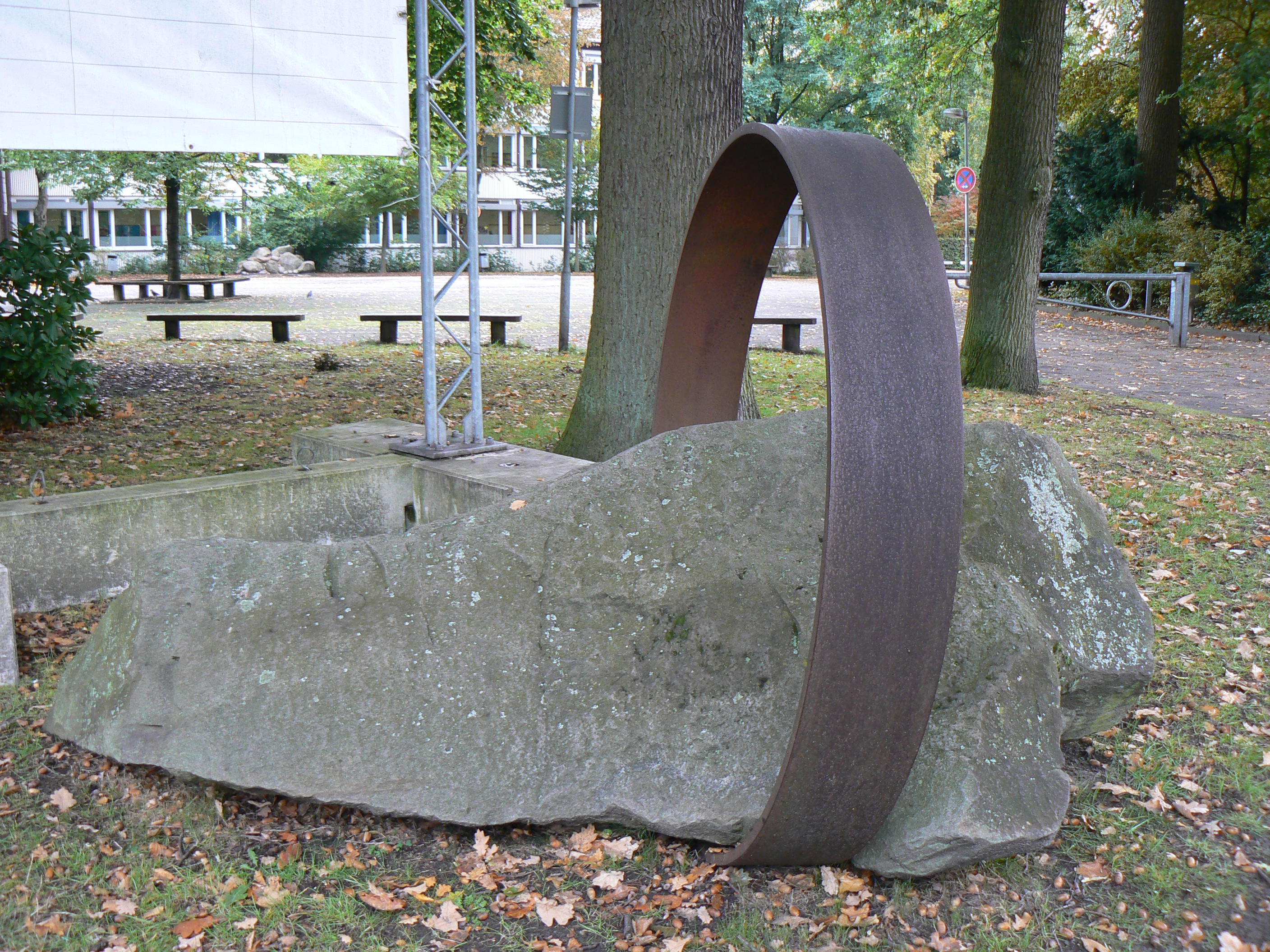
Ohne Titel (1988)